# Just a Kiss (film)
Just a Kiss è un film statunitense del 2002 diretto da Fisher Stevens.